# Calamotropha camilla
Calamotropha camilla là một loài bướm đêm trong họ Crambidae.